# Noel Luna
Noel Luna (Santurce, 1971) es escritor puertorriqueño, y catedrático de Literatura Comparada en la Universidad de Puerto Rico, Recinto de Río Piedras. Su poesía ha sido reconocida por el Instituto de Literatura Puertorriqueña  (2006), el Ateneo de Puerto Rico (1996), El Nuevo Día (2000), El Pen Club de Puerto Rico (2003 y 2006) y el Instituto de Cultura Puertorriqueña (2016).

## Biografía
Estudió en la Escuela Superior Ana J. Candelas, en Cidra, Puerto Rico. Hizo el Bachillerato en Ciencias Políticas y Literatura Comparada en la Universidad de Puerto Rico, y se doctoró en Poesía Latinoamericana en Princeton University. Fue profesor de Literatura Caribeña y Latinoamericana en Dickinson College, en Pensilvania, Estados Unidos, del 2000 al 2003. Entre 2003 y 2013, fue profesor de Humanidades en la Facultad de Estudios Generales de la Universidad de Puerto Rico, Recinto de Río Piedras. Desde 2013, es catedrático de Literatura Comparada en la Facultad de Humanidades del Recinto de Río Piedras de la Universidad de Puerto Rico.

## Trayectoria literaria
Luna es reconocido como uno los escritores más importantes de la literatura puertorriqueña contemporánea, principalmente por su obra poética y de ensayo, publicada en revistas, libros y antologías nacionales e internacionales. Recibió el primer premio del Certamen de Poesía del Ateneo Puertorriqueño (1996), y el Premio del Certamen de Poesía En Nuevo Día (2000). Su obra Hilo de Voz fue doblemente reconocida en el 2006, al recibir el Tercer Premio Nacional de Poesía del PEN Club de Puerto Rico, así como el Premio del Instituto de Literatura Puertorriqueña en Poesía. En 2016 recibió el Premio Nacional de Poesía del Instituto de Cultura Puertorriqueña por su libro Luz negra.

## Libros
- Ricardo Piglia: Conversación en Princeton (PLAS, Princeton University, 2000) – Coeditor
- Teoría del conocimiento (San Juan: Editorial de la Universidad de Puerto Rico, 2001)
- Hilo de voz (San Juan: Terranova Editores, 2005)
- Selene (San Juan: Fragmento Imán Editores, 2008)
- Fiel fugada: Antología poética de Luis Palés Matos (San Juan: Editorial de la Universidad de Puerto Rico, 2008) - editor
- Música de cámara (San Juan: Terranova Editores, 2009)
- La escuela pagana (San Juan: Folium Editores, 2014)
- Luz negra (San Juan: Instituto de Cultura Puertorriqueña, 2017)
- Breves peroratas desde campo enemigo (San Juan: Gacela del ático, 2021)
- La caricia de lo inútil. Ensayos 2002-2021 (San Juan: Ediciones Laberinto, 2022)

- Datos: Q18224431